# Néctar (álbum)
Néctar es el nombre del décimo álbum de estudio del grupo de rock argentino Enanitos Verdes que salió a la venta el 15 de junio de 1999, bajo el sello de Universal Music. El tema "Luz de día" se convirtió en uno de los éxitos más conocidos de la banda.

## Lista de canciones
| Néctar | |                                 |          |  |
| N.º    | Título | Escritor(es)                    | Duración |  |
| 1.     | «Cordillera» (percusión: "Nico Cota", charango, siquis y quena: "Carlos Flores", coros adicionales: "Cantero, Staiti, Piccolo, Sorokin") | Felipe Staiti, Natalio Faingold | 4:39     |  |
| 2.     | «Hombre vegetal» (coros adicionales: Coti Sorokin, arreglos de vientos: Miguel A. Tallarita y Felipe Staiti, trompeta y fluguel: "Miguel A. Tallarita", trombón: "Hugo "Palito" Gervini", percusión: "Nico Cota")                                                  | Sergio Embrioni, Felipe Staiti  | 5:07     |  |
| 3.     | «Tequila» (coros adicionales: "Marciano Cantero", arreglos de vientos: "Coti Sorokin", saxo y flautas: "Victor Skorupsky", percusión: "Nico Cota") | Felipe Staiti                   | 4:05     |  |
| 4.     | «Luz de día» (coros adicionales: "Coti Sorokin, Willy Lorenzo") | Coti Sorokin, Felipe Staiti     | 4:29     |  |
| 5.     | «Futuro mejor» (coros adicionales: "Coti Sorokin, Willy Lorenzo") | Marciano Cantero                | 4:54     |  |
| 6.     | «Mal de amores» (percusión y palmas: "Nico Cota") | Felipe Staiti                   | 3:59     |  |
| 7.     | «Ay! Dolores» (voz: "Cantero, Staiti", coros adicionales: "Cantero, Staiti, Piccolo, Sorokin, Gardy Pais y Horacio Homez", arreglos de vientos: "Staiti, Sorokin", trompeta y fluguel: "Miguel A. Tallarita", percusión: "Nico Cota", acordeón: "Diego Ochipinti") | Felipe Staiti, Daniel Piccolo   | 4:04     |  |
| 8.     | «Rebeca» (coros adicionales: "Coti Sorokin", arreglos de cuerdas: "Alejandro Terán", violines: Javier Casalla, Gustavo Mule, viola: "Kristina Bara", chelo: "Adrian Ciriaci", percusión: "Nico Cota", guitarra acústica: "Coti Sorokin")                           | Marciano Cantero, Horacio Gómez | 4:17     |  |
| 9.     | «Piel» (coros adicionales: "Coti Sorokin, Willy Lorenzo") | Marciano Cantero, H. Gómez      | 2:53     |  |
| 10.    | «La banda de la esquina» (coros adicionales: "Marciano Cantero, Coti Sorokin", percusión: "Daniel Piccolo") | Marciano Cantero                | 5:10     |  |
| 45:17  | |                                 |          |  |